# Cinara pumilae
Cinara pumilae är en insektsart. Cinara pumilae ingår i släktet Cinara och familjen långrörsbladlöss. Inga underarter finns listade i Catalogue of Life.